# Nkosi Johnson
Nkosi Xolani Johnson (4 febbraio 1989 – 1º giugno 2001) è stato un attivista sudafricano affetto da HIV/AIDS, che influenzò notevolmente la percezione pubblica della pandemia e dei suoi effetti prima della sua morte all'età di 12 anni. Si è classificato al quinto posto tra i grandi sudafricani del SABC3. Al momento della sua morte, era il bambino più longevo nato sieropositivo.

## Biografia
Nkosi è nato a Nonhlanhla Daphne Nkosi in un villaggio vicino a Dannhauser nel 1989. Non ha mai conosciuto suo padre. Nkosi era sieropositivo sin dalla nascita ed è stato legalmente adottato da Gail Johnson, un praticante di pubbliche relazioni di Johannesburg, quando sua madre, debilitata dalla malattia, non era più in grado di prendersi cura di lui.
Il giovane Nkosi Johnson è giunto per la prima volta all'attenzione del pubblico nel 1997, quando una scuola elementare nel sobborgo di Melville a Johannesburg ha rifiutato di accettarlo come allievo a causa del suo stato sieropositivo. L'incidente ha avuto risonanza ai massimi livelli politici, la Costituzione del Sudafrica proibisce infatti la discriminazione in base allo status medico, e la scuola ha successivamente ritrattato la decisione.
La madre di Nkosi è morta di HIV/AIDS nello stesso anno in cui Nkosi ha iniziato la scuola. Le sue condizioni sono costantemente peggiorate nel corso degli anni, anche se, con l'aiuto di farmaci e cure, è stato in grado di condurre una vita abbastanza attiva a scuola e a casa.
Nkosi è stato il relatore principale della 13ª conferenza internazionale sull'AIDS, dove ha incoraggiato le persone con HIV/AIDS ad essere aperte sulla malattia e a cercare la parità di trattamento. Nkosi ha terminato il suo discorso con le parole:
Nelson Mandela ha definito Nkosi come "un'icona della lotta per la vita".
Insieme alla sua madre adottiva, Nkosi ha fondato un rifugio per le madri sieropositive e i loro figli, Nkosi's Haven, a Johannesburg. Nel novembre 2005, Gail ha presenziato per Nkosi ricevendo, postumo, il Premio internazionale per la pace dei bambini dalle mani di Michail Gorbačëv. Nkosi's Haven ha ricevuto un premio di 100.000 $ dalla KidsRights Foundation.
Nkosi è sepolto nel cimitero di Westpark a Johannesburg.

## Cultura di massa
- La vita di Nkosi è l'argomento del libro We Are All the Same di Jim Wooten.[9]
- Il poeta MK Asante ha dedicato il suo libro del 2005 Beautiful. And Ugly Too. a Nkosi. Il libro contiene anche una poesia intitolata "Lo spirito di Nkosi Johnson".[10]
- Una canzone intitolata "Do All You Can" sottotitolata "La canzone di Nkosi" è stata registrata dal gruppo musicale spirituale Devotion.
- Le parole di Nkosi sono l'ispirazione della canzone "We Are All the Same" scritta da NALEDi nel giugno 2001. Questa canzone è stata registrata e pubblicata nel suo album del 2003 In The Rain.
- La sede principale del CAFCASS presso il Dipartimento per l'educazione e le competenze (Sanctuary Buildings), a Londra, ha una sala riunioni intitolata a Johnson.
- La Università di Stellenbosch ha una residenza che porta il suo nome nel loro campus medico a Tygerberg.